# Bray-Saint-Aignan
Bray-Saint-Aignan es una comuna nueva francesa situada en el departamento de Loiret, de la región de Centro-Valle de Loira.

## Historia
Fue creada el 1 de enero de 2017, en aplicación de una resolución del prefecto de Loiret de 27 de julio de 2016 con la unión de las comunas de Bray-en-Val y Saint-Aignan-des-Gués, pasando a estar el ayuntamiento en la antigua comuna de Bray-en-Val.

## Demografía
| Gráfica de evolución demográfica de Bray-Saint-Aignan entre 1800 y 2013 |
|                                                                         |

Los datos entre 1800 y 2013 son el resultado de sumar los parciales de las dos comunas que forman la nueva comuna de Bray-Saint-Aignan, cuyos datos se han cogido de 1800 a 1999, para las comunas de Bray-en-Val y Saint-Aignan-des-Gués de la página francesa EHESS/Cassini. Los demás datos se han cogido de la página del INSEE.

## Composición
| Comuna delegada       | Código INSEE | Población (2013) | Superficie (km²) | Densidad (hab./km²) |
| --------------------- | ------------ | ---------------- | ---------------- | ------------------- |
| Bray-en-Val           | 45051        | 1393             | 22.32            | 62                  |
| Saint-Aignan-des-Gués | 45267        | 341              | 3.84             | 81                  |